# Thomas-Reiche-Kuhn-Summenregel
Die Thomas-Reiche-Kuhn-Summenregel (nach Willy Thomas, Fritz Reiche und Werner Kuhn) ist ein mathematisches Hilfsmittel in der Quantenmechanik.
Sie besagt, dass für die Strahlungsübergänge eines Teilchens der Masse {\displaystyle m_{0}} zwischen einem bestimmten Zustand {\displaystyle |m\rangle } und allen anderen Zuständen {\displaystyle |n\rangle } gilt:
{\displaystyle \sum _{n}(E_{n}-E_{m})\left|\left\langle n|{\hat {x}}|m\right\rangle \right|^{2}={\frac {\hbar ^{2}}{2m_{0}}}}
 {\displaystyle \hbar } … das reduzierte plancksche Wirkungsquantum
 {\displaystyle E_{n}} … die Energie des Zustands {\displaystyle |n\rangle }
 {\displaystyle \left\langle n|{\hat {x}}|m\right\rangle =x_{nm}} … das Matrixelement des Ortsoperators, das direkt mit dem elektrischen Dipolmoment des Überganges verknüpft ist
Die Thomas-Reiche-Kuhn-Summenregel gilt nur für ausschließlich ortsabhängige Potentiale und kann somit in den meisten Fällen angewandt werden.

## Beweis
{\displaystyle {\begin{aligned}\sum _{n}(E_{n}-E_{m})\left|\left\langle n|{\hat {x}}|m\right\rangle \right|^{2}&=\sum _{n}(E_{n}-E_{m})\left\langle m\right|{\hat {x}}\left|n\right\rangle \left\langle n\right|{\hat {x}}\left|m\right\rangle \\&={\frac {1}{2}}\sum _{n}\left(\left\langle m\right|{\hat {x}}{\hat {H}}-{\hat {H}}{\hat {x}}\left|n\right\rangle \left\langle n\right|{\hat {x}}\left|m\right\rangle +\left\langle m\right|{\hat {x}}\left|n\right\rangle \left\langle n\right|{\hat {H}}{\hat {x}}-{\hat {x}}{\hat {H}}\left|m\right\rangle \right)\\&={\frac {1}{2}}\sum _{n}\left(\left\langle m\right|{\hat {x}}\left|n\right\rangle \left\langle n\right|[{\hat {H}},{\hat {x}}]\left|m\right\rangle -\left\langle m\right|[{\hat {H}},{\hat {x}}]\left|n\right\rangle \left\langle n\right|{\hat {x}}\left|m\right\rangle \right)\\&={\frac {1}{2}}\left(\left\langle m\right|{\hat {x}}[{\hat {H}},{\hat {x}}]\left|m\right\rangle -\left\langle m\right|[{\hat {H}},{\hat {x}}]{\hat {x}}\left|m\right\rangle \right)\\&={\frac {1}{2}}\left(\left\langle m\right|[{\hat {x}},[{\hat {H}},{\hat {x}}]]\left|m\right\rangle \right)\\&=-{\frac {i\hbar }{2m_{0}}}\left\langle m\right|[{\hat {x}},{\hat {p}}]\left|m\right\rangle \\&={\frac {\hbar ^{2}}{2m_{0}}}\end{aligned}}}
Dabei wurden folgende Beziehungen verwendet:
{\displaystyle [{\hat {H}},{\hat {x}}]=-{\frac {i\hbar }{m_{0}}}{\hat {p}}}
{\displaystyle [{\hat {x}},{\hat {p}}]=i\hbar }